# بينق (أوتش هاتشا)
بينق (بالفارسية: بینق) هي منطقة سكنية تقع في إيران في قسم أوتش هاتشا الریفي. يقدر عدد سكانها بـ 26 نسمة .